# Landesschülervertretung Hessen
Die Landesschülervertretung Hessen (LSV Hessen) ist die Interessenvertretung (Schülervertretung) von ca. 850.400 Schülern, die in Hessen eine weiterführende Schule besuchen. Die Arbeit der Landesschülervertretung ist in § 124 des Hessischen Schulgesetzes geregelt. Der Landesschülerrat wird in indirekter Wahl durch die Schüler des Landes bestimmt. Landesschulsprecher ist seit dem 24. Mai 2025 Laurenz Spies im Trio mit Ted Krämer und Luca Albert Dobrita als stellvertretende Landesschulsprecher.

## Organisationsstruktur
Die nach dem Hessischen Schulgesetz legitimierte Schülervertretung ist in drei Ebenen gegliedert, die Schulebene, Kommunalebene und die Landesebene, mit jeweils einem beschlussfassenden Gremium, dem Schülerrat, Kreis- oder Stadtschülerrat und dem Landesschülerrat und jeweils einem Vorstand. Die LSV Hessen ist Mitglied der Bundesschülerkonferenz.

### Landesschülervertretung (LSV)

#### Landesschülerrat (LSR)
Der Landesschülerrat setzt sich aus den Landeschülerratsdelegierten aus den Landkreisen und Städten Hessens zusammen und ist das oberste beschlussfassende Gremium der hessischen Schülervertretung. Er entscheidet über bildungspolitische Belange der hessischen Schülerschaft.
Der LSR tritt in der Regel dreimal im Jahr zu einer dreitägigen Sitzung zusammen, in der Regel im November, im Februar und im Juni; wobei im November auf der konstituierenden Sitzung der Vorstand gewählt wird. Des Weiteren findet die meiste Zeit die Antragsberatung statt, wo über verschiedene Anträge diskutiert und abgestimmt wird. Die Anträge enthalten bildungspolitische Belange der Schülerschaft und werden i. d. R. von einem oder mehreren Kreis- oder Stadtschülerräten oder Landesvorstandsmitgliedern gestellt. Der Landesschülerrat vertritt dabei die gesamte hessische Schülerschaft. Der Landesvorstand, insbesondere der geschäftsführende Vorstand (Landesschulsprecher und Stellvertreter), ist für die Umsetzung und Repräsentation gegenüber dem Hessischen Kultusministerium, den Parteien und anderen bildungspolitischen Verbänden verantwortlich.

#### Landesvorstand (LaVo)
Dem Vorstand gehören ein Landesschulsprecher und zwei Stellvertreter, bzw. im Falle einer Hierarchiefreiheit, wie aktuell gültig, 3 Landesschulsprecher an, die gemeinsam den geschäftsführenden Vorstand bilden.
Für die Leitung der Ausschüsse der Landesschülervertretung wählt der Landesschülerrat 8 Ausschussvorsitzende, welche ein Stimmrecht innehaben.
Des Weiteren werden drei Bundesdelegierte gewählt, die die Landesschülervertretung bei der Bundesschülerkonferenz vertreten und für die Vernetzung mit anderen Bundesländern zuständig sind. Sie haben bei Landesvorstandsitzungen kein Stimmrecht.
Der Landesvorstand kann Schüler in den Landesvorstand kooptieren; diese arbeiten mit, haben jedoch kein Stimmrecht.
Der Landesvorstand, insbesondere der geschäftsführende Vorstand, ist für die Umsetzung der LSR-Beschlüsse und des Grundsatzprogrammes zuständig.
Des Weiteren entsendet der Landesschülerrat zwei Mitglieder in den hessischen Landesschulbeirat. Diese arbeiten ebenfalls im Vorstand mit, haben jedoch kein Stimmrecht.

##### Landesbeirat und Geschäftsführung
Der Landesvorstand wird von dem Landesbeirat unterstützt, der aus bis zu 5 Lehrern besteht, die vom LSR gewählt werden. Seit längerem ist dieser jedoch nur noch mit einem Lehrer besetzt. Ein Landesbeiratsmitglied ist für die Verwaltung der Kasse zuständig. Der Landesbeirat erhält Entlastungsstunden von seiner Tätigkeit als Lehrer, um in dieser Zeit seiner Tätigkeit als Landesbeirat nachzugehen.
Des Weiteren sind zwei Geschäftsführer für die LSV angestellt, die den Landesvorstand bei Formalem, Organisatorischem und Veranstaltungen unterstützen.

### Kreisschülerrat (KSR) und Stadtschülerrat (SSR)
Der Kreis- bzw. Stadtschülerrat wählt neben seinem Vorstand, bestehend aus Kreis- bzw. Stadtschulsprecher, zwei Stellvertretern und bis zu 5 Beisitzern, einen Delegierten für den Landesschülerrat sowie einen Stellvertreter. Diese bilden zusammen den Landesschülerrat, vertreten dort und auch im Austausch mit anderen Kreisen und Städten sowie bei regionalen Treffen ihren Kreis bzw. ihre Stadt.
Der KSR oder SSR vertritt die Schüler auf Kreis- bzw. Stadtebene, vor allem gegenüber dem kommunalen Schulträger und dem Staatlichen Schulamt in die Schüler betreffenden Angelegenheiten, Schulentwicklung und Ähnlichem.

### Schülervertretung an Schulen (SV)
Die Schüler wählen in ihren Klassen und Tutorenkursen einen Klassen- oder Kurssprecher sowie einen Stellvertreter. Diese bilden den Schülerrat, welcher zwei Delegierte sowie zwei Stellvertreter in den Kreis- oder Stadtschülerrat entsendet.
Die SV ist schulpolitisch aktiv, hat ein Stimmrecht in der Schulkonferenz und kann an den Gesamtkonferenzen (Konferenz aller Lehrer einer Schule) teilnehmen. Es kann bei richtungsweisenden Entscheidungen Einfluss genommen werden und jedem Fachtreffen beigewohnt werden.
Des Weiteren kann die SV Veranstaltungen für die Schüler veranstalten.

## Haushalt
Der Landesschülervertretung Hessen steht seit 2016 ein Budget von 89.500 Euro aus Landesmitteln zu, der Haushaltsposten wurde um 10.000 Euro aufgestockt. Die Verwendung der Mittel steht im Ermessen der Landesschülervertretung, der LSR stellt dazu im Februar-LSR einen Haushaltsplan auf. 2018 gab es erstmals einen eintägigen Landesschülerrat im Januar, der nur der Verabschiedung des Haushaltes diente. Der Landesvorstand kann im Rahmen des Haushaltsplanes über die Mittel verfügen, ab einer Höhe von 2000 Euro muss der LSR jedoch zustimmen.
Die Haushaltsmittel werden für die Veranstaltungen der Landesschülerräte, Sitzungen des Landesvorstandes und dessen Referate und damit verbundene Fahrtkosten, sowie für bildungspolitische Kampagnen der LSV ausgegeben.
Es findet keinerlei Einflussnahme durch die Schulbehörden statt. Nachdem es zu Fehlern in der Buchführung kam und die Landesschülervertretung darauf hingewiesen wurde, behob sie diese Fehler. Dennoch ist am 1. Mai 2014 die Verwaltung der Projektmittel der Landesschülervertretung dem Schulamt Gießen durch das hessische Kultusministerium übertragen worden. Die Maßnahme war umstritten.

## Landesschulsprecher
| Zeitraum                    | Name              |
| --------------------------- | ----------------- |
| Mai 2012 – Mai 2013         | Laurien Wüst      |
| Mai 2013 – November 2013    | Melissa Jeckel    |
| November 2013 – Mai 2014    | Armin Alizadeh    |
| Mai 2014 – Dezember 2015    | Fevzije Zeneli    |
| Dezember 2015 – Mai 2016    | Svenja Appuhn     |
| Mai 2016 – Mai 2017         | André Ponzi       |
| Mai 2017 – Mai 2018         | Fabian Pflume     |
| Mai 2018 – November 2018    | Emilie Dilchert   |
| November 2018 – Juni 2019   | Johannes Strehler |
| Juni 2019 – November 2019   | Tom Sohl          |
| November 2019 – Januar 2021 | Paul Harder       |
| Januar 2021 – Juni 2021     | Dennis Lipowski   |
| Juni 2021 – Juni 2022       | Jessica Pilz      |
| Juni 2022 – Juni 2023       | Mika Schatz       |
| Juni 2023 – November 2023   | Pia Rosenberg     |
| November 2023 – Juni 2024   | Gaston Liepach    |
| Juni 2024 – November 2024   | Pia Rosenberg     |
| November 2024 - Mai 2025    | Nele Vogel        |
| Seit Mai 2025 (Im Amt)      | Laurenz Spies     |